# Famille Desgrées du Loû
La famille Desgrées du Loû est une famille subsistante de la noblesse française, originaire de Bretagne.
Cette famille compte parmi ses membres des officiers et des hommes de presse.

## Histoire
Les Desgrées, ou des Grées, sont originaires du diocèse de Saint-Malo. Ils sont qualifiés d'écuyers au XIVe siècle. Plusieurs de ses descendants sont chevaliers au XVe siècle dont Jean III des Grées.
La famille est dite d'extraction chevaleresque. Sa filiation noble attestée remonte à 1385. Les membres de la famille Desgrées du Loû furent maintenus nobles aux différentes réformations à partir de 1427, et en 1669 sur preuves de onze générations.
Cette famille compte parmi ses membres des officiers dont des officiers supérieurs.
Elle compte également des hommes de presse : Emmanuel Desgrées du Loû (1867-1933), avocat chrétien de sensibilité républicaine et sociale, cofondateur de L'Ouest-Éclair en 1899. François Desgrées du Loû (1909-1985), cofondateur puis directeur général adjoint de 1944 à 1965 d'Ouest-France qui prit la suite en 1944 de L'Ouest-Éclair. Jean-Marie Desgrées du Loû (1935-2005), président du quotidien Le Courrier de l'Ouest, président de la Société d'édition de la résistance et de la presse de l'Ouest.

## Filiation
- Jean Desgrées (1611-1635) épouse Marie-Françoise Avril, « dame du Loû » en Saint-Léry, d'où le nom « Desgrées du Loû ».
  - Jean VI Desgrées du Loû (1634-1665), chevalier, seigneur du Lou. Il épouse Anne Judes.
    - Jean Mathurin Desgrées du Loû (1664-1726). Il épouse Anne Marguerite Hervy, dame du Plessis, puis veuf, il épouse Marie-Suzanne de Saint-Malon.
      - (1) Bertrand Marie Desgrées du Loû (1695-1734), sénéchal de Ploërmel. Il épouse Julienne Le Malliaud, dame de Kerhoarno en Locminé.
        - Jacques Bertrand Colomban Desgrées du Loû (1725-1813), élu en 1768 et en 1772 président de la noblesse aux États de Bretagne, à défaut des barons[4].
        - Jean Marie Bertrand Desgrées du Loû (1727-1781), lieutenant-colonel[5].

      - (2) Alexandre-Auguste-Jean Desgrées du Loû (1725-1800), seigneur du Val, seigneur de Lesné. Il épouse Guyonne-Marie Gaudin de La Bérillais, sœur du chef royaliste Jacques-Aubin Gaudin de La Bérillais.
        - Jean Marie Jacques Desgrées du Loû (1778-1851) épouse en 1813 Eulalie Perrine Julie Fabvre, puis veuf épouse en 1832 Caroline Lambilly.
          - (1) Arthur Jean Marie Desgrées du Loû (1820-1900) épouse Marie Trottin de Douville.
            - Arthur Marie Anne Desgrées du Loû épouse Gabrielle Marie Cécile Victoire Le Nepvou Decarfort.
              - Gabrielle Desgrées du Loû (1880-1955), compositeur de mélodies. Elle a été une des principales collaboratrices de Marcel Jousse,

            - Jean Marie Anne Desgrées du Loû 1858- épouse Louise Anne Marie Josèphe Dezanneau.
              - Émile des Grées du Loû[6] (1892-1966), importateur Volvo en Belgique, fondateur du « Cercle Sant-Martin », philanthrope, donateur du calvaire breton à Oisquercq[7].

          - (2) Henri Desgrées du Loû (1833-1921), officier remarqué pendant la guerre de 1870[8]. Il épouse Philomène Gobbé de La Gaudinais.
            - Xavier Desgrées du Loû (1860-1915), officier légitimiste cité en Indochine française, colonel tué le 29 septembre 1915 à la tête du 65e régiment d'infanterie. Le colonel est enterré par les allemands, avec les honneurs de la guerre, le 29 septembre. Sa tombe n'a jamais été retrouvée[9]. Il épouse Renée Daudeteau.
              - Jacques Louis Desgrées du Loû (1899-1926), officier, tué au combat à Semeïd en Syrie.

            - Emmanuel Desgrées du Loû (1867-1933), avocat, commissaire de la Marine, cofondateur et directeur de L'Ouest-Éclair. Il épouse Jeanne Hamonno.
              - François Desgrées du Loû (1909-1985), journaliste, résistant, cofondateur et directeur général adjoint de 1944 à 1965 du quotidien Ouest-France. Il épouse Anne des Prez de la Morlais.
                - Jean-Marie Desgrées du Loû (1935-2005), président du quotidien Le Courrier de l'Ouest, président de la Société d'édition de la résistance et de la presse de l'Ouest (Serpo)[10].

              - Paul Thomas Marie Desgrées du Loû (1897-1965) épouse Odette Andrée Yvonne Madeleine Adam.
                - Emmanuel Desgrées du Loû (1925-2003), colonel de l'armée de l'air, dernier aide de camp du général de Gaulle[11]. Il épouse Isabelle Jamin.
                  - Xavier Desgrées du Loû (1953), capitaine de vaisseau.
                  - Pol-Henri Desgrées du Loû (1960), capitaine de vaisseau.

                - Alban Desgrées du Loû (1927-1948), enseigne de vaisseau, mort pour la France en Indochine.
                - Jean-Pol Desgrées du Lou (1935-2019), colonel parachutiste, ancien chef des opérations du service Action de la DGSE. Il épouse N. Philippe de la Ruelle.
                  - Arnaud Desgrées du Loû (1961), lieutenant-colonel.

                - Jacques Desgrées du Loû (1931-2001) épouse Hélène Denoix de Saint-Marc.
                  - Alban Desgrées du Loû (1958), colonel.

                - Bertrand Desgrées du Loû (1937), contre-amiral. Il épouse Ghislaine Tézenas du Montcel.
                  - Annabel Desgrées du Loû (1968), directrice de recherche à l'Institut de recherche pour le développement.

                - Jean-Marie Desgrées du Loü épouse Chantal des Prez de la Morlais.
                  - Gaël Desgrées du Lou (1967), journaliste, directeur général de la chaîne TV Breizh.

                - Éric Desgrées du Loû (1943), colonel de cavalerie.

## Galerie

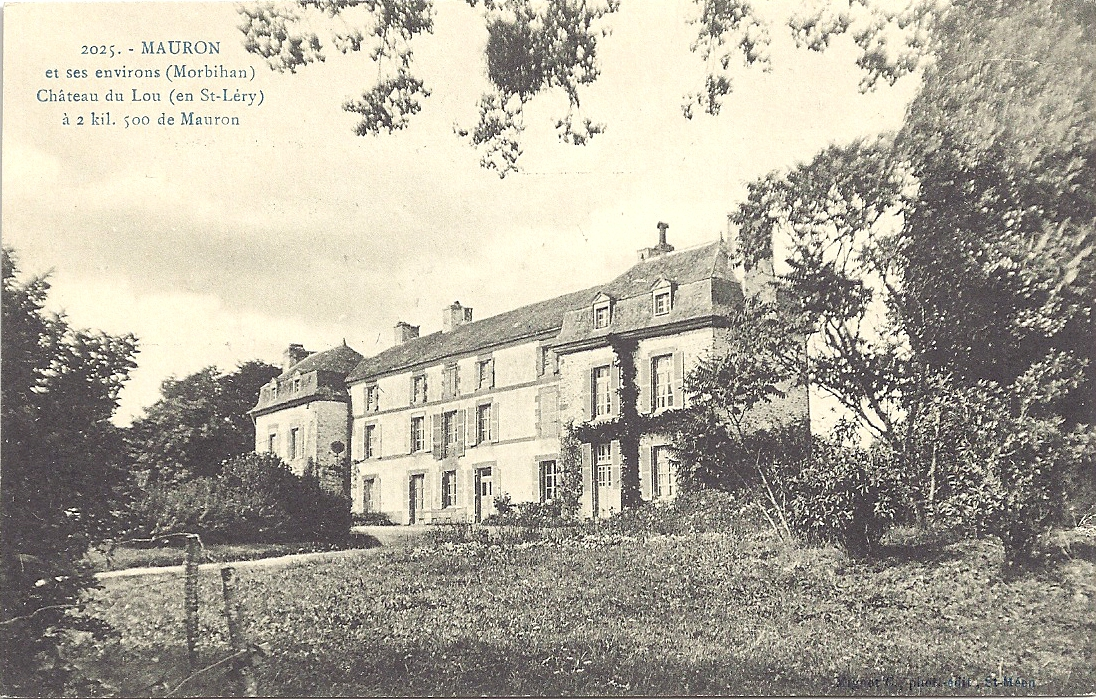
Le château du Loû, domaine de la famille Desgrées du Loû à partir du début du XVIIe siècle
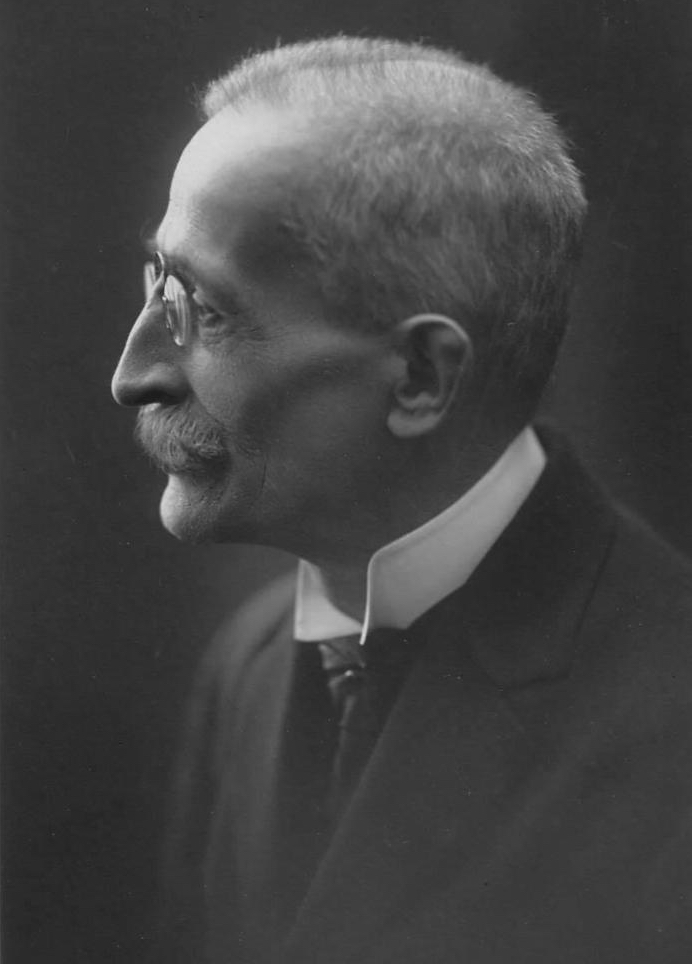
Emmanuel Desgrées du Loû (1867-1933), cofondateur de L'Ouest-Éclair
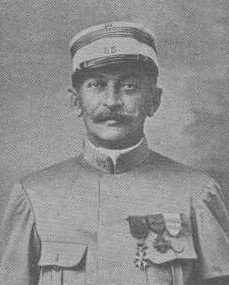
Xavier Desgrées du Loû, frère d'Emmanuel, mort pour la France le 15 septembre 1915.
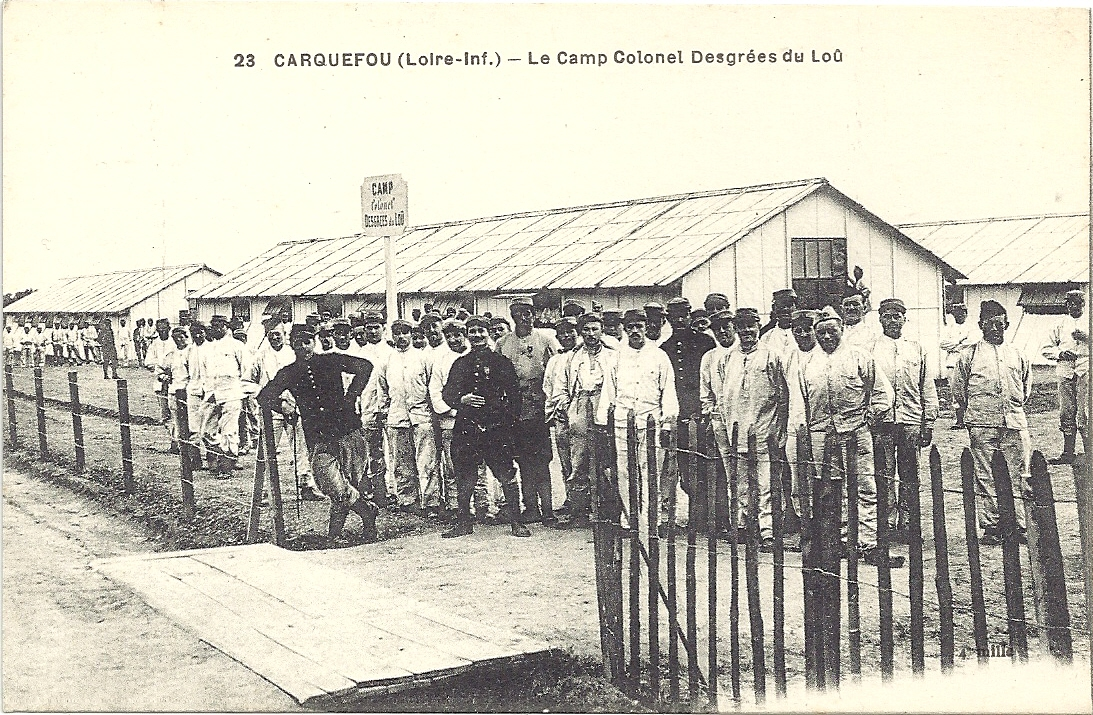
Camp Colonel Desgrées du Loû

## Armes

Armes.

- Armes : « D'azur à la fasce d'hermine, accompagnée de trois étoiles d'argent, deux en chef et une en pointe »[1]
  - Support : deux lions[12]
- Devise : « Semper fidelis »[1]

## Postérité
Plusieurs lieux portent le nom « Desgrées du Loû » en France :
- rue Desgrées du Loû, à Vannes ;
- rue Colonel-Desgrées-du-Lou et impasse Desgrées du Loû, à Nantes ;
- quartier Desgrées du Loû, à Nantes ;
- camp Colonel Desgrées du Loû, à Carquefou ;
- stade Jean Marie des Grées du Lou à Mauron (Morbihan) ;

ainsi qu'en Belgique : place Émile des Grées du Lou, à Oisquercq (commune de Tubize) et square Émile des Grées du Lou, à Forest, Région de Bruxelles-Capitale.

## Pour approfondir